# Цейнерит

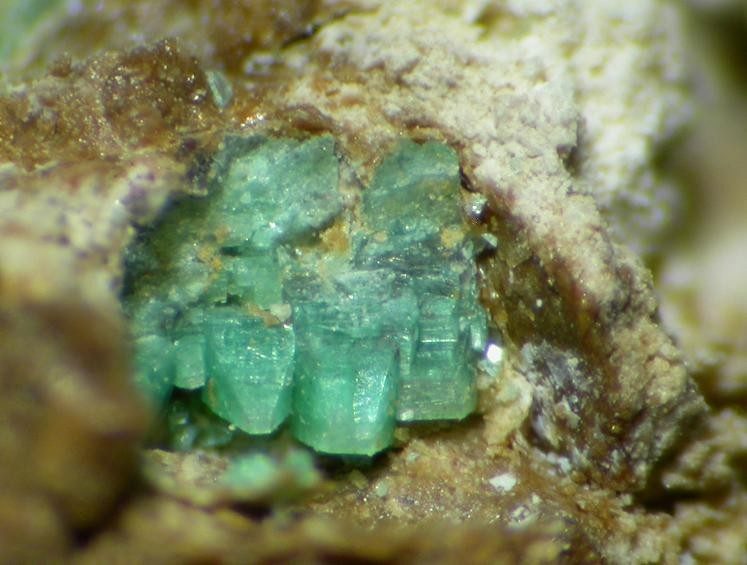
Цейнерит

Цейнерит (англ. zeunerite; нім. Zeunerit m) — мінерал, водний ураноарсенат міді шаруватої будови з групи уранових слюдок.
Названий за прізвищем німецького вченого Г. А. Цейнера (Zeuner), A.Weisbach, 1872.
Синоніми: ураніт мідно-арсеновий.

## Опис
Хімічна формула: Cu[UO2|AsO4]2•(10-16)H2O.
Містить (%): CuO — 7,25; UO3 — 52,13; As2O5 — 20,94; H2O — 19,68.
Сингонія тетрагональна. Дитетрагонально-дипірамідальний вид. Форми виділення: таблитчасті або пірамідальні кристали, листуваті та лускуваті аґреґати, кірки. Спайність по (001) досконала. Густина 3,2-3,3. Тв. 2-3. Колір жовтий, яблунево-зелений. Блиск скляний. Риса зеленувата. На площинах спайності перламутровий полиск. Радіоактивний.

## Поширення
Рідкісний. Знахідки: Шварцвальд, Рейнланд-Пфальц, Саксонія (ФРН), Яхімов (Чехія), п-ів Корнуолл (Велика Британія), плато Колорадо (США).